# Zemljin plašč
Plašč je del zemeljskih planetov ali drugih trdnih teles, ki so dovolj velika, da je njihova notranjost razslojena po gostoti.
Zemljin plašč je sloj med njeno skorjo in zunanjim jedrom. Debel je približno 2.890 km in zavzema približno 84% Zemljine prostornine. Plašč je večinoma trden in obdaja z železom bogato vroče jedro, ki zaseda približno 15% Zemljine prostornine. Taljenje in vulkanizem na plitvejših nivojih plašča so na površini ustvarili tanko skorjo iz kristalizirane taline,  na kateri živimo. Plini, ki so se razvili med taljenjem, imajo velik vpliv na sestavo atmosfere.
Podatki o strukturi in sestavi plašča so rezultat geofizikalnih raziskav in neposrednih analiz ksenolitov iz plašča.
Zgornji plašč je zgrajen iz dveh značilno različnih slojev: notranje astenosfere, ki je sestavljena iz tekočih kamnin v plastičnem stanju in je debela okrog 200 km in najspodnjejše litosfere, ki je sestavljena iz trdnih kamnin in je debela od 50 do 120 km. Plašč obdaja tanka skorja, ki je najzgornjejši del litosfere in je debela od 5 do 75 km.

## Struktura
Plašč je razdeljen na sloje, ki so jih ugotovili iz seizmologije. Sloji si od zgoraj navzdol sledijo v naslednjem zaporedju: 
- zgornji plašč, ki se začenja z Mohorovičićevo nezveznostjo oziroma z dnom skorje in sega od globine 7 – 35 do 410 km.[8]
- prehodni sloj, ki je debel 410 – 660 km,
- spodnji plašč, ki se razteza od globine 660 km do 2891 km
- dno spodnjega plašča (sloj D"), ki je nepravilen in v povprečju debel okog 200 km.[4][9][10][11]

Vrh plašča je določen z nenadnim povečanjem seizmične hitrosti, ki jo je prvi opazil Andrija Mohorovičić leta 1909 in se po njem imenuje  Mohorovičićeva nezveznost ali Moho. Najzgornjejši del plašča je skupaj s skorjo nad njim relativno tog in tvori litosfero, nepravilen sloj z največjo debelino morda 200 km. Pod litosfero postane zgornji plašč bolj plastičen. Nekateri predelih pod litosfero, v katerih se  seizmična hitrost zmanjša, se imenujejo področja nizke hitrosti in segajo do globine nekaj sto kilometrov. Danska seizmologinja Inge Lehmann je izračunala, da je sloj debel približno 220 km, kar pa ne pomeni, da je njegova debelina povsod enaka. Prehodno področje fizično ločuje zgornji in spodnji plašč in je zelo zapleteno. O spodnjem plašču je zelo malo podatkov, razen tega, da je seizmično relativno homogen. Sloj D" ločuje plašč od Zemljinega jedra.

## Značilnosti
Plašč se po mehanskih in kemijskih lastnostih, kemijski sestavi, vrstah kamnin, reologiji in seizmičnih lastnostih bistveno razlikuje od skorje. Skorja je pravzaprav produkt delnega taljenja plašča. Za delno taljenje plašča velja prepričanje, da so se v njem iz plašča izločile nezdružljive snovi in z manj gostimi kamninami skozi pore in razpoke izplavale na površje, kjer so ohladile in strdile. Takšno obnašanje so potrdili tudi poskusi z delnim taljenjem kamnin, ki naj bi bile značilne za Zemljin plašč. Te kamnine imajo večje razmerje med magnezijem in železom in manjši delež silicija in aluminija kot skorja.
Kamnine plašča do globine približno 410 km so sestavljene večinoma iz olivina, piroksenov, mineralov s spinelno strukturo in granata, Mednje spadajo peridotit, dunit (z olivinom bogat peridotit) in eklogit. V globinah od približno  400 do 650 km olivin ni stabilen in ga nadomestijo njegovi visokotlačni polimorfi s približno enako kemijsko sestavo, na primer vadslejit (s strukturo β-spinela) in ringvudit (s strukturo γ-spinela). V globinah pod 650 km postanejo vsi minerali iz zgornjega plašča nestabilni. Najbolj obilni minerali imajo enako strukturo, ne pa tudi sestave, kot perovskit. Sledi jim magnezijev/železov oksid feroperiklaz. Sprememba mineralogije v globini med približno 450 in 650 km  daje značilne podpise v seizmičnih zapisih Zemljine notranjosti, ki se podobno kot Moho, zlahka odkrijejo z uporabo seizmičnih valov. Spremembe v mineralogiji lahko vplivajo na konvekcijo v plašču, ki ima za posledico spremembo gostote, absorbiranje ali sproščanje latentne toplote, v področjih z različno temperaturo pa znižanje ali zvišanje globine polimorfnega faznega prehoda. Spremembe v mineralogiji so preučevali tudi v laboratoriju, tako da so podvojili tlake, ki vladajo v zgornjem plašču.
| Element | Odstotek |        | Spojina | Odstotek |
| ------- | -------- | ------ | ------- | -------- |
| O       | 44,8     |        |         |          |
| Si      | 21,5     | SiO2   | 46      |          |
| Mg      | 22,8     | MgO    | 37,8    |          |
| Fe      | 5,8      | FeO    | 7,5     |          |
| Al      | 2,2      | Al2O3  | 4,2     |          |
| Ca      | 2,3      | CaO    | 3,2     |          |
| Na      | 0,3      | Na2O   | 0,4     |          |
| K       | 0,03     | K2O    | 0,04    |          |
| Skupaj  | 99,7     | Skupaj | 99,1    |          |

Notranje jedro Zemlje je trdno, zunanje jedro je tekoče, plašč pa je trden/plastičen. Takšno stanje je posledica različnih tališč različnih slojev – jedra iz niklja in železa ter plašča in skorje iz silikatov. Temperatura in tlak proti središču Zemlje naraščata. Na stiku med zlitinami niklja in železa ter silikati je temperatura dovolj nizka, da so snovi v trdnem stanju. V zgornjem plašču so silikati na splošno trdni, vendar je v manjših predelih tudi nekaj taline. Ker je plašč vroč in pod relativno nizkom tlakom, imajo kamnine v zgornjem plašču relativno nizko viskoznost, se pravi da so relativno tekoče. V spodnjem plašču so tlaki izjemno visoki, zato imajo kamnine višjo viskoznost kot kamnine v zgornjem plašču. Zunanje kovinsko jedro je kljub izjemnemu tlaku tekoče, ker imata nikelj in železo nižji tališči kot silikati. Notranje jedro je zaradi neizmerno visokih tlakov trdno.

## Temperatura
Temeratura na zgornji meji plašča je 500 - 900 °C, na meji z jedrom pa preko 4000 °C.  Čeprav temperature močno presegajo tališča kamnin plašča na Zemljini površini, kjer se na primer peridotit tali pri 1200 °C, je jedro zaradi izjemno visokega litostatskega tlaka skoraj izključno trdno,  ker z naraščajočim tlakom rastejo tudi začetne temperature taljenja (solidus).

## Gibanje
Zaradi temperaturne razlike med Zemljino površino in zunanjim jedrom in sposobnosti kristaliničnih kamnin, da se pri visokih temperaturah in tlakih obnašajo kot zelo viskozne taline, nastane v plašču konvekcijsko kroženje snovi. Vroča talina se dviguje proti površini, kjer se ohladi in zato zgosti in zatem potone. Gibanje navzgor se dogaja na primer v vročih točkah, gibanje navzdol pa na konvergentnih mejah plošč. Področje nad vročo točko je pogosto višje od okolice in ognjeniško aktivno.
Konvekcija v Zemljinem plašču je s stališča dinamike tekočine kaotičen proces in celovit del gibanja tektonskih plošč. Gibanja plošč se ne sme zamenjavati s premikanjem kontinentov, ki se nanaša na gibanje samo tistega dela kontinenta, ki je del skorje. Gibanja litosfere in pod njo ležečega plašča so medsebojno povezana, ker je toneča litosfera ključna komponenta konvekcije plašča. Premikanje kontinentov je zapleteno povezan s silami, ki povzročajo pogrezanje oceanske litosfere  in gibanje Zemljinega plašča.
Čeprav obstoja tendenca, da z naraščajočo globino viskoznost taline kamnin raste, zveza med njima še zdaleč ni linearna. V nekaterih slojih, še posebno v zgornjem plašču in na meji z jedrom,  viskoznost izredno pade. Približno 200 km debel sloj plašča nad mejo z jedrom, ki se imenuje področje D", ima značilno drugačne seizmične lastnosti kot plašč malo nad njim. Področje bi lahko bilo zgrajeno iz  plošč, ki so potonile vse do meje z jedrom  in/ali  novih polimorfov mineralov, ki so jih odkrili v perovskitu in jih poimenovali post-perovskit.
Potresi v majhnih globinah so posledica zadrževanja in drsenja plošč na prelomnicah, v globinah pod  približno 50 km pa visoke temperature in tlaki preprečijo nadaljnjo seizmičnost. Za plašč se predpostavlja, da je viskozen in se zato ne more biti krhek. V subdukcijskih področjih potresi nastajajo vse do  globine 670 km. Za razlago tega pojava so se predlagali številni mehanizmi, med njimi tudi dehidracija, uhajanje toplote in fazna sprememba.
Geotermalni gradient se na mestih, kjer hladne kamnine s površine tonejo v notranjost, lahko zmanjša. S tem se poveča trdnost okoliškega plašča, to pa omogoča, da se potresi dogajajo vse do globine 400 in 670 km.
Tlak z globino narašča in na dnu plašča doseže približno 136 GPa (1,4 milijona atmosfer). Plašč kot celota se v dolgih časovnih obdobjih kjub temu obnaša kot tekočina. Ocenjuje se, da je viskoznost zgornjega plašča med 1019 in 1024 Pa•s,  odvisno od globine, sestave, obremenitve in številnih drugih činiteljev. Gornji plašč lahko torej zelo počasi teče. Če so sile na najzgornjejši del zgornjega plašča zelo velike, lahko postanje šibkejši, to pa je morda pomembno za nastajanje meja tektonskih plošč.

## Raziskovanje
Raziskovanje plašča se  zaradi znatno manjše debeline skorje na splošno opravlja na morskem dnu in ne na kopnem.
Prvi poskus, da bi z vrtanjem raziskali Zemljin plašč, se je imenoval Projekt Mohole. Raziskave so leta 1966 zaradi ponavljajočih se napak in prekoračitve stroškov opustili. Najgloblja vrtina je merila približno 180 m. Leta 2005 so na vrtalni ladji JOIDES Resolution izvrtali tretjo najglobljo oceansko vrtino, ki je dosegla globino 1416 m.
Leta 2007 je skupina znanstvenikov na ladji James Cook raziskovala področje Atlantika med Zelenortskimi otoki in Karibskim morjem, kjer plašč sploh ni prektrit s skorjo. Področje leži približno 3000 m pod morsko gladino in meri nekaj tisoč kvadratnih kilometrov.
Relativno težak poskus pridobitve vzorcev iz Zemljinega plašča so leta 2007 opravili japonski znanstveniki kot del projekta Chikyū Hakken (Odkrivanje Zemlje). Z vrtanjem v morsko dno so dosegli globino 7.000 m, kar je skoraj trikrat več kot v prejšnjih poskusih.
Nedavno so znanstveniki predlagali novo metodo za raziskovanje zgornjih nekaj sto kilometrov Zemlje. Raziskave bi opravili z majhno in gosto sondo na toplotni pogon, ki bi se premikala s svojo težo, tako da bi pred seboj talila kamnine. Njeno premikanje in  položaj bi sledili z zvočnimi signali, ki bi nastajali v kamninah. Sonda s premerom 1 m je zgrajena iz zunanjega plašča iz volframa in opremljena s toplotnim virom iz radioaktivnega kobalta 60. Izračuni kažejo, da bi sonda lahko dosegla oceanski Moho v manj kot šestih mesecih. V oceanski in kontinentalni litosferi bi v nekaj desetletjih lahko dosegla globino najmanj sto kilometrov.
Raziskave se opravljajo tudi z računalniškimi simulacijami razvoja plašča. Leta 2009 so z zelo zmogljivim računalnikom dobili nov vpogled v porazdelitev mineralnih skladov, predvsem izotopov železa iz obdobja pred 4,5 milijardami let, ko se je razvil plašč.